# 山口智美 (AV女優)
山口 智美（やまぐち ともみ、1967年2月1日 - ）は、日本のAV女優。バルドエージェンシー所属。
趣味:スキー、バレエ、マラソン

## 出演作品

### アダルトビデオ
2006年
- 女教師だってガマンできない DX7（4月5日、ステージメディア）
- 人妻立ちオナアクメ（10月7日、OFFICE K'S）
- 熟れた女のセンズリ鑑賞（11月25日、ジャネス）

2007年
- 四十路の性 11（2月25日、マドンナ）
- チンポを欲しがる熟女たち8（3月25日、マドンナ）
- 熟女の足裏は好きですか? 3（8月1日、フリーダム）

2008年
- 義理の母（5月15日、センタービレッジ）
- 近親相姦中出し白書（6月10日、Yellow Duck）
- 奥様の脱ぎたて汚パンティで手コキして下さい（10月25日、アロマ企画）
- 兄さんがお腹をくだしたその隙に（12月4日、タカラ映像）

2009年
- 近親相姦美熟女セレクション Vol.9（1月20日、Yellow Duck）
- 人妻恥悦旅行72（2月19日、グローリークエスト）
- 溺愛ママのセンズリ鑑賞 VOL..01（3月7日、ラハイナ東海）
- フェラコレ 熟女編 4 21人のフェラマダム（3月15日 隼エージェンシー）
- 人妻潮吹き町内会（3月19日、イエロー）
- ドリームステージ美人奥様コレクション（4月25日、ドリームステージ）
- こだわりの手コキ 人妻編 4（5月15日、隼エージェンシー）
- 指入れピストン ずぼオナニー 2（6月5日、映天）
- 近親相姦 母と息子が初めて交わった日（6月6日、ラハイナ東海）
- 新・熟亀頭責め 第一回戦（6月6日、ラハイナ東海）
- 義理の母 総集編 Vol.3（6月18日、センタービレッジ）
- 昼間から義弟のチ○ポでイカされて（7月2日、タカラ映像）
- 熟女の手を使わない尺八（7月23日、AROUND）
- 新・熟尻 羞恥露出の旅 第三巻（8月1日、ヤブサメ）
- 洗ってないマ○コを嫌という程若手社員に舐めさせる女社長（8月5日、フリーダム）
- オナニー狂 山口智美43歳（8月20日、AROUND）
- 熟女のオナニー観察（8月20日、AROUND）
- エロ年増 10（8月21日、クリスタル映像）
- 人妻不倫セックス（9月1日、エマニエル）
- ザ・顔面騎乗 満尻ノーパン、パンスト熟女編（9月4日、ヤブサメ）
- 薄手のタンクトップの上からの乳首責めでイっちゃう熟女（9月19日、AROUND）
- お母さんのすべて（10月1日、ABC/妄想族）
- ザ・ふんどし 2 熟女食い込み満尻編（11月6日、ヤブサメ）
- お母さんと呼んで私に甘えなさいと、熟女マッサージ師は優しく微笑んだ。 2（11月７日、ラハイナ東海）
- 四十路熟女69人の発情セックス8時間（11月7日、マドンナ）
- 欲求不満人妻紹介 ＃17～＃20（11月20日、グレイズ）
- 人妻情事ダイジェスト Vol.5（11月26日、Yellow Duck）
- ママと一緒にボディ&ソープ（12月5日、ラハイナ東海）
- 独占!人の妻ワイドスペシャル 本音はずっと隠してた…お願い虐めて!（12月18日、アテナ映像）

2010年
- 親子相姦物語（2月5日、ゴーゴーズ）
- お姉さんはセンズリ見たら興奮しませんか? へべれけ熟女編（2月13日、アロマ企画）
- 後家と隣人 2（2月19日、大洋図書）
- 母娘姦（おやこどんぶり）3家族の事情4時間（2月19日、ABC/妄想族）
- 熟女のマッサージ師を呼んで猛烈交渉でSEXさせてもらいました!（3月6日、ルビー）
- お母さんのすべて 2009年版下半期ベスト4時間（3月19日、ABC/妄想族）
- 中出し熟女ナンパドキュメント 2（4月17日、ルビー）
- 夫の留守に… 淫乱痴女 2（4月25日、ジャネス）
- 顔面騎乗 尻コキでいかされた僕（4月25日、ジャネス）
- 熟女中出しクライマックス4時間 2（4月28日、ドリームステージ）
- 極選4時間 エロ年増 2（5月14日、クリスタル映像）
- 母子交尾 ［伊東路］（5月15日、ルビー）
- 息子のパンツの匂いかぎながら黒パンスト指オナニー（5月25日、ジャネス）
- 義母さんが教えてあげる 12（6月11日、東京音光）
- 保険のおばさんのふりして… エロ熟女が貴方のオフィスに伺います（6月13日、アロマ企画）
- 美熟女の唾液まみれお掃除フェラチオ（6月15日、ジャネス）
- お母さんがイカせてあげる…4時間（6月19日、ABC/妄想族）
- 淫らに乱れる不倫浮気妻のセックス!!生中出し 団地妻スペシャル!!10（6月25日、TMクリエイト）
- 美熟女に叱られながら手コキされたいM男 高島恭子 白鳥聖子 他（7月5日、ジャネス）
- 美熟女不倫旅行 伊豆城ケ崎路（7月16日、なでしこ）
- パーツモデル面接に来た熟女たちを騙してヤッちゃう極悪社員の衝撃映像!（8月27日、なでしこ）
- 10周年プレミアム作品 4話の近親相姦ドラマ集 地方の母と子 田舎の家庭内母子交尾（9月10日、グローバルメディアエンタテインメント）
- ラブホで燃える人妻の悶え顔 5 奔放な性欲に溺れる不倫妻達（9月27日）
- 熟母の休日 三十・四十・五十路の素敵な熟女とデートしましょ!（10月9日、ルビー）
- 隣人熟女妻 童貞狩り ～誘惑の眼差し～（11月5日、スティルワークス）
- 近親相姦 母の秘密の具 30人4時間（11月10日、Yellow Duck）